# Turquía en los Juegos Olímpicos de Seúl 1988
Turquía estuvo representada en los Juegos Olímpicos de Seúl 1988 por un total de 41 deportistas, 36 hombres y 5 mujeres, que compitieron en 9 deportes.

## Medallistas
El equipo olímpico turco obtuvo las siguientes medallas:
| Nombre            | Deporte      | Competición |
| ----------------- | ------------ | ----------- |
| Oro               |              |             |
| Naim Süleymanoğlu | Halterofilia | 60 kg M     |
| Plata             |              |             |
| Necmi Gençalp     | Lucha libre  | 82 kg M     |
| Bronce            |              |             |
| —                 |              |             |